# مغراوة (مكناسة الشرقية)
مغراوة هي إحدى مشيخات المملكة المغربية، تتبع جغرافيا لإقليم تازة وإداريًا لمكناسة الشرقية. يقدر عدد سكانها بـ 2429 نسمة حسب الإحصاء الرسمي للسكان والسكنى لسنة 2004.